# Maria Schönanger

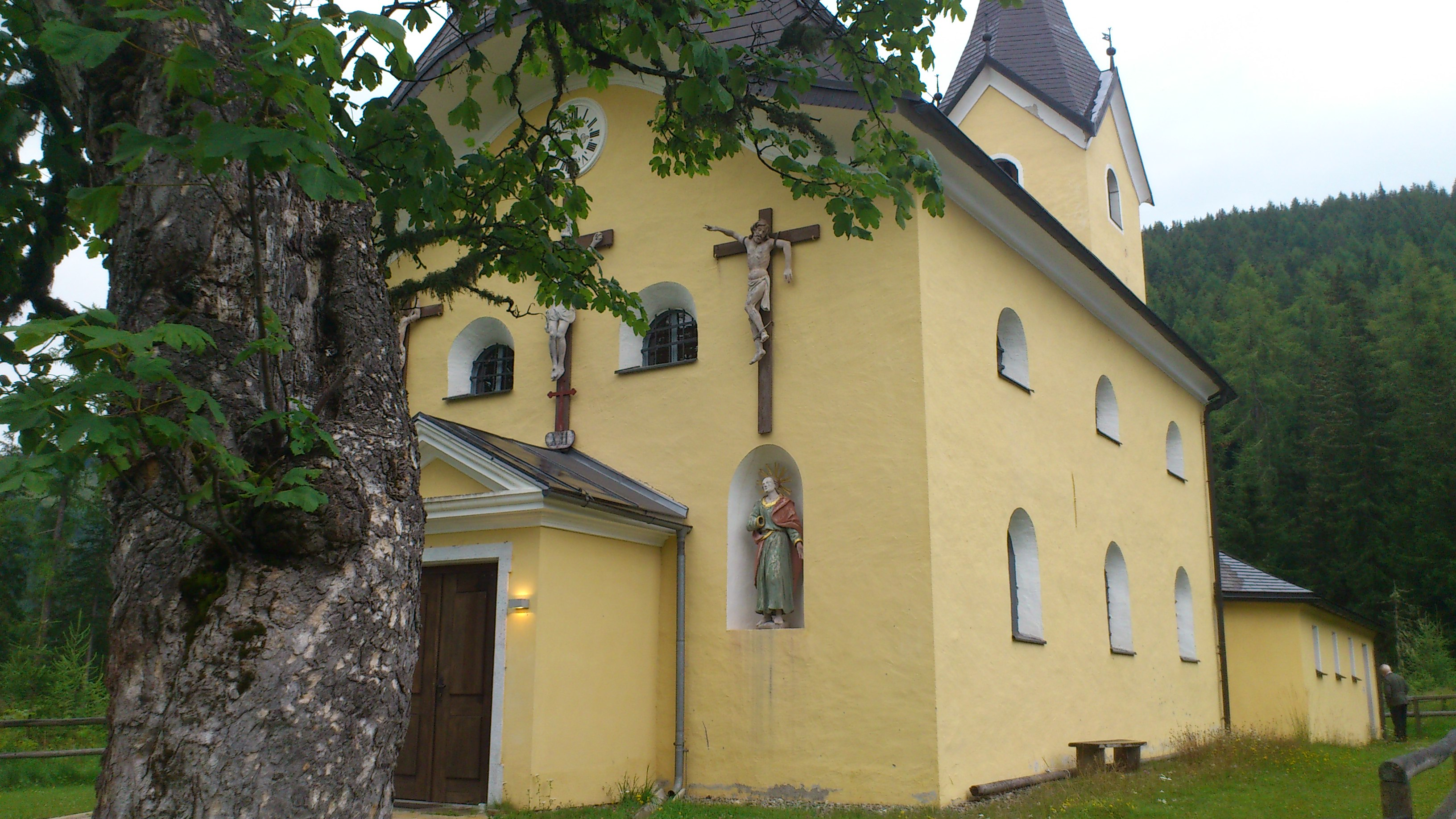
Wallfahrtskirche zur Schmerzhaften Muttergottes auf Maria Schönanger

Maria Schönanger, mit vollem Namen „Wallfahrtskirche zur Schmerzhaften Muttergottes auf Maria Schönanger“, ist eine römisch-katholische Wallfahrtskirche im Bereich des Naturpark Grebenzen in der Steiermark (Österreich) im Bereich der Gemeinden Neumarkt in der Steiermark und Sankt Lambrecht. Die Kirche liegt kurz oberhalb von St. Lambrecht am Fuße der Grebenzen (1892 m). Die Wallfahrtskirche gilt als schönes Wanderziel und ist von Sankt Lambrecht oder Zeutschach aus leicht und in circa zweieinhalb Stunden erreichbar, aber auch mit dem Auto kann man das Wallfahrtsziel erreichen.
Das heutige Kirchengebäude wurde 1828 an Stelle einer 1736 erbauten Kapelle errichtet. Seelsorgerisch betreut wird die Wallfahrtskirche von einem Wallfahrtsseelsorger der Benediktinerabtei St. Lambrecht. Maria Schönanger ist derzeit die jüngste von St. Lambrecht aus betreute Filialkirche.
Maria Schönanger wird in österreichischen Volkssagen erwähnt. So soll ein Mann auf dem Rückweg von Maria Schönanger durch die Heilige Maria von Schönanger im Schlaf vor einer List des Teufels gewarnt worden sein.